# 重名
重名（英語：tautonym）又稱属种同名，是种加词与其属名完全一致的物種的學名，例如美洲野牛 Bison bison、西部大猩猩 Gorilla gorilla 、喜鵲 Pica pica、鵪鶉 Coturnix coturnix、黃嘴天鵝 Cygnus cygnus、黃雀 Spinus spinus、夜鷺 Nycticorax nycticorax 、白鸛 Ciconia ciconia 、紅腳鰹鳥 Sula sula、翻車魚 Mola mola、大蟾蜍 Bufo bufo、印度眼鏡蛇 Naja naja 等等，均為動物學名，在《国际藻类、真菌和植物命名法规》中不允许存在重名。
术语 tautonym 词根 taut- 及 -onym 源自古希臘語 ταὐτό（tautó，“the same”）相同之义，及 ὄνυμα（ónuma，“name”）名称之义。

## 使用
重名的使用在動物命名法是允許的（參見重名列表）。過去版本的動物命名法規使用術語「tautonym」，現在則換成了更具包容性的「tautonymous names」；其中包括三名法的名字，例如西部低地大猩猩 Gorilla gorilla gorilla。
在植物學命名法的現行規則中（其追溯適用），重名是明令禁止的。植物重名的一個例子是歐洲落葉松（Larix larix）。其最早的命名是Pinus larix L. (1753)，但赫爾曼·卡斯滕（Hermann Karsten）不同意安置在松屬（Pinus），並於1880年決定將其移動到落葉松屬（Larix）。他提出的命名創造了一個重名。根據1906年最早建立的規則，在追溯適用下，「Larix larix」不能成為正式的命名。在這種情況下（或是有空缺），必須儘早找出並發表下一個妥當的名稱，本例子即為Larix decidua Mill. (1768)。
然而，重名允許一個物種命名的兩個部分表達相同意思，而非只在相同拼寫。例如 Arctostaphylos uva-ursi 分別在希臘語和拉丁語表達了熊果的意思；塞爾維亞雲杉 Picea omorika 使用了拉丁語和塞爾維亞語對松樹的稱呼。
也有例子是屬名幾乎重複，只有輕微修改，像是未被接受的蕃茄命名 Lycopersicon lycopersicum（希臘語和拉丁化希臘語）。差異小至單個字母是允許的，例如棗 Ziziphus zizyphus。

## 英語語言學
在英語語言學中，tautonym 少數情況也指任何由兩個相同的部分或音節所構成的字詞，像是胖胖糖（bonbon）或達達主義（dada）Template:Quote-journal。諸如此類的雙重字詞，在語言學中，應統稱為疊字詞。

## 外部連結
- International Code of Nomenclature for algae, fungi, and plants, Article 23.4 （页面存档备份，存于）
- International Code of Zoological Nomenclature, Art. 18 and Art. 23.3.7